# DigiTech Whammy

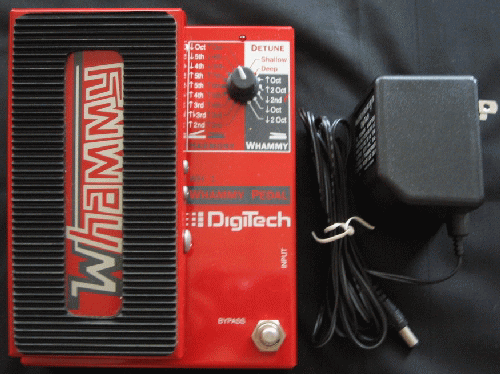
Pedale DigiTech WH-1 Whammy con alimentatore

Il DigiTech Whammy, noto semplicemente come whammy essendo quello fabbricato da DigiTech il più diffuso, è un pedale per chitarra elettrica che produce effetti di pitch shifting. Il pedale simula il suono che un chitarrista otterrebbe normalmente sulla chitarra azionando la leva del vibrato ("whammy"), ma con una gamma molto più ampia di variazione del pitch e senza compromettere l'accordatura della chitarra, come invece avviene spesso azionando la leva del vibrato.
Tra i chitarristi celebri che hanno impiegato il whammy figurano Uli Jon Roth, Joe Satriani, Steve Vai, Buckethead, David Gilmour, Jonny Greenwood, Joe Perry, Dimebag Darrell, Tom Morello, The Edge, Jack White, Matthew Bellamy e Brendon Small.
Il primo modello di whammy, il WH-1 Whammy, fu fabbricato nel 1989 da IVL Technologies. La sua produzione fu interrotta nel 1993.